# Franc Bleiweis
Franc Bleiweis (tudi Frančišek Bleiweis), slovenski rimokatoliški duhovnik,  nabožni pisatelj in izdajatelj nabožnih knjig, * 7. april 1869, Naklo, † 10. april 1951, Mošnje.
Gimnazijo je obiskoval v Kranju in Ljubljani, bogoslovje študiral v Ljubljani in bil 1894 posvečen. Po končanem študiju je bil od 1895  najprej katehet pri uršulinkah v Škofji Loki, potem kaplan v Mošnjah, župnik v Lešah in od 1916 župnik v Mošnjah. Kot dijak in bogoslovec je nabiral leksikalno gradivo v domačem kraju. Leta 1893 je v Pomladnih glasih objavil povest V nebesih pri sveti birmi. Bleiweis je časovno tretji pisatelj  Marijine družbe. Zanje je napisal ali priredil in izdal več del.